# Sant Josep de Torremilà
Sant Josep de Torremilà és una Capella rural del terme comunal de la ciutat de Perpinyà, a la comarca del Rosselló, de la Catalunya del Nord.

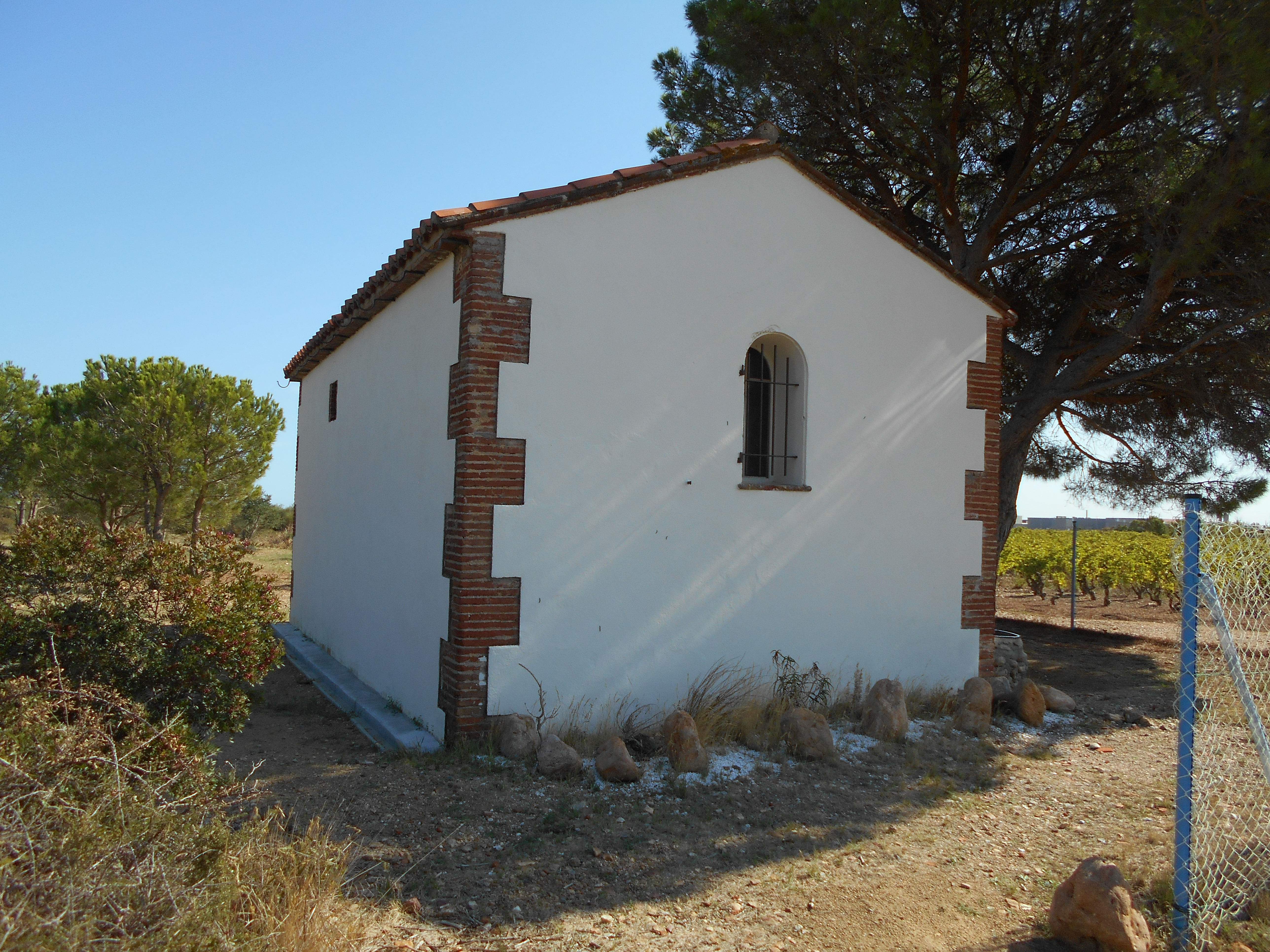
Absis de la capella

És a l'extrem nord-oest del terme de Perpinyà, a prop i a ponent de l'Aeroport de la Llavanera i també a ponent del Mas de Sant Josep, a la partida de Torremilà. És accessible per la carretera departamental D-5, que uneix Sant Esteve del Monestir amb Paretstortes.
És una petita capella rural de nau única, sense absis acusat a l'exterior, amb l'entrada a la façana sud-oest.